# Francisco Turra
Francisco Sérgio Turra GOMM (Marau, 16 de setembro de 1942) é um advogado e político brasileiro filiado ao Progressistas (PP). Ministro da Agricultura e Abastecimento durante o governo Fernando Henrique Cardoso, pelo Rio Grande do Sul foi deputado federal e estadual por dois mandatos, além de prefeito de Marau.

## Biografia
Formou-se em direito na Universidade de Passo Fundo em 1968 e em Comunicação na Pontifícia Universidade Católica do Rio Grande do Sul (PUCRS) em 1978. Em 1976 torna-se vice-prefeito de Marau, pela ARENA, sendo eleito prefeito da mesma em 1982, na mesma legenda, mas então chamada de PDS. Em 1986 elege-se deputado estadual, tendo feito 30.770 votos, sendo 10.800 em Marau, que tinha à época 13 mil eleitores. Foi líder do partido na Assembleia Legislativa e seria reeleito em 1990. Na eleição de 1994 ficou como suplente de deputado Federal. 
No biênio 1995-1996, foi presidente do Banrisul, banco estatal gaúcho, por indicação do então governador Antônio Britto. Deixou o cargo para fazer parte da administração federal de Fernando Henrique Cardoso como presidente da CONAB, entre 1996 e 1998.
Depois, assumiu o Ministério da Agricultura e do Abastecimento, ainda em 1998, nos últimos meses do primeiro mandato de FHC. Foi ministro durante 15 meses, época em que a safra de grãos bateu o recorde nacional e o investimento em agricultura familiar duplicou.
Em março de 1999, como ministro, Turra foi admitido pelo presidente Fernando Henrique Cardoso à Ordem do Mérito Militar no grau de Grande-Oficial especial. Deixou o cargo quando da reforma ministerial da posse do segundo mandato de FHC, no início de 1999.
Em 2002 elegeu-se deputado federal, e em 2006 foi o candidato do seu partido, agora chamado Partido Progressista, ao governo do estado do Rio Grande do Sul. Acabou em quarto lugar, com 412.767 votos, ou 6,66% dos votos válidos.
Assumiu em 2007 a vice-presidência do BRDE, cargo que lhe foi confiado pela governadora Yeda Crusius, e que exerceu até abril de 2008, quando foi convidado a presidir a ABEF - Associação Brasileira dos Produtores e Exportadores de Frangos.